# Konrad III. (Osnabrück)

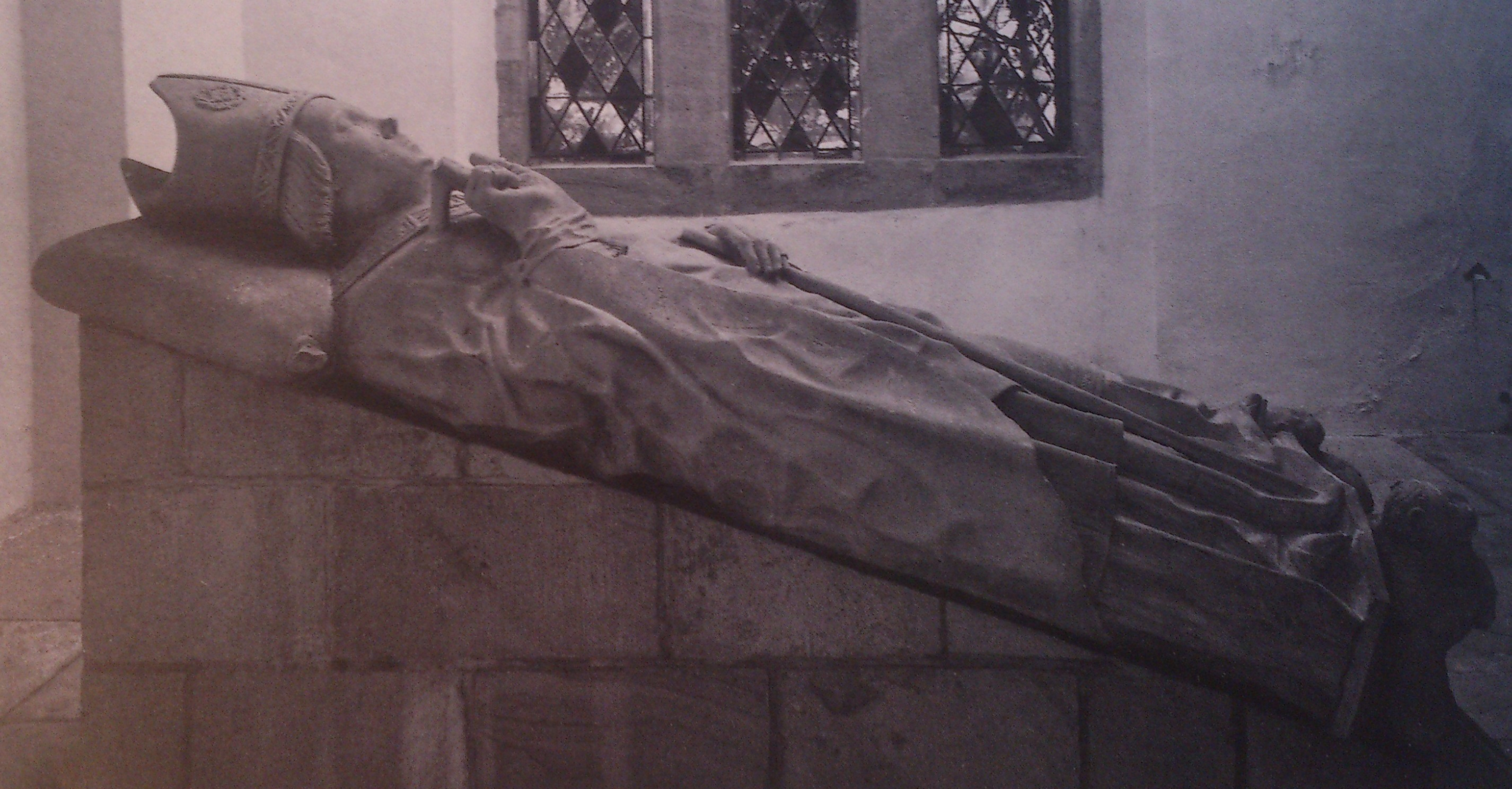
Grabplastik des Bischofs Konrad III. von Osnabrück.

Bischof Konrad III. von Osnabrück, auch Konrad von Diepholz (* 1424 in Diepholz; † 21. Mai 1482 in Fürstenau) war ein Sohn des Grafen Konrad von Diepholz und der Gräfin Armgardt von Hoya. Von 1455 bis 1482 war er Bischof von Osnabrück.
Zu Beginn seiner kirchlichen Laufbahn war Konrad III. Propst in Deventer, seit 1439 dann Dompropst in Osnabrück. 1455 wurde er als Nachfolger seines Onkels Rudolf von Diepholz Bischof von Osnabrück.